# Stan Getz

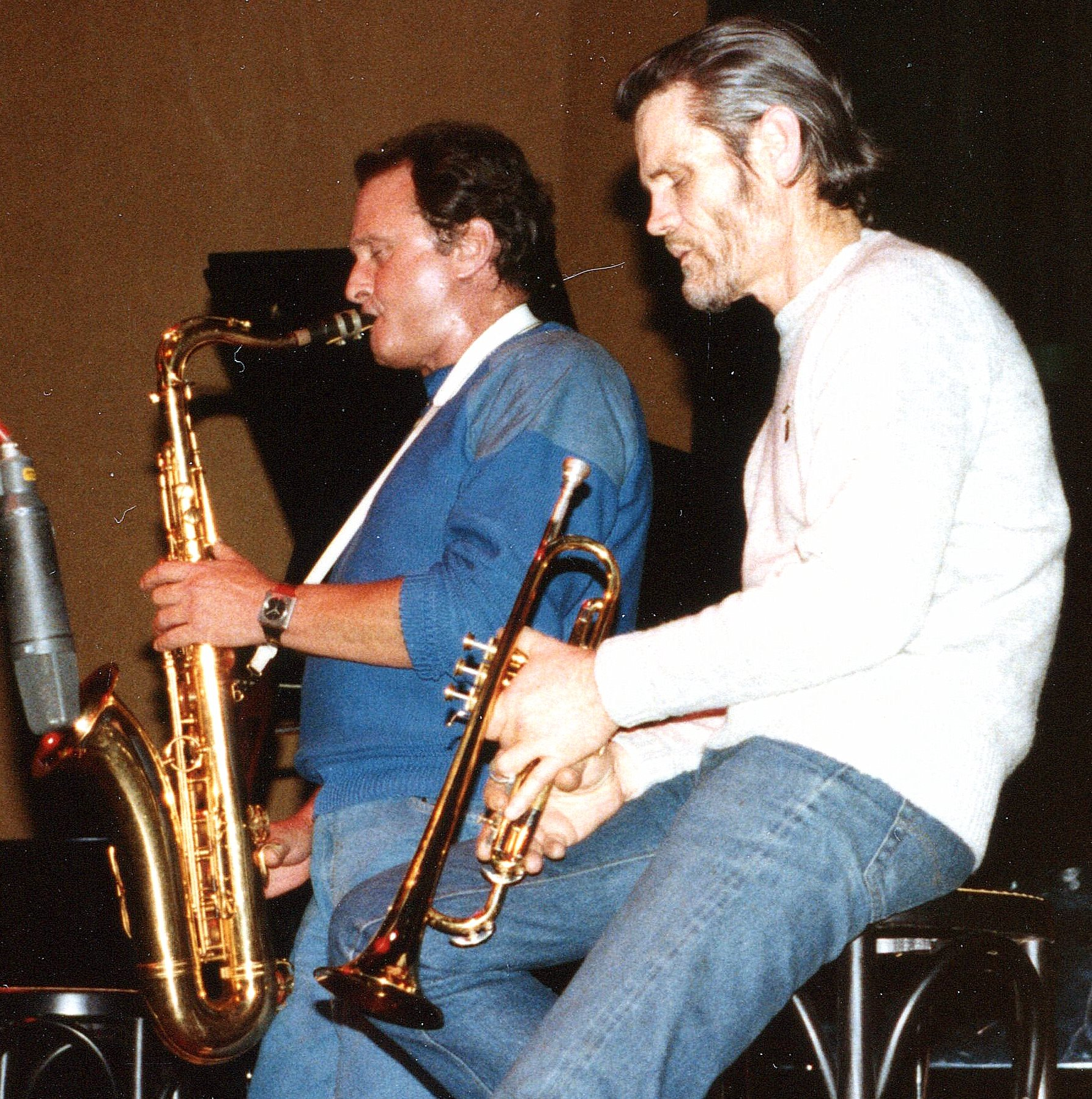
Stan Getz och Chet Baker i Norge 1983.

Stan Getz, eg. Stanley Gayetsky, född 2 februari 1927 i Philadelphia i Pennsylvania, död 6 juni 1991 i Malibu i Kalifornien, var en amerikansk jazzmusiker. Han anses vara en av de bästa saxofonisterna genom tiderna. 

## Biografi
Stan Getz föräldrar hade invandrat till USA från Ukraina. Liksom så många andra av de mest framstående jazzmusikerna hade han lärt sig spela flera instrument, som piano, munspel, kontrabas och fagott, innan han vid 13 års ålder började ägna sig åt saxofonen, som hans far då hade köpt åt honom.
Redan vid 16 års ålder blev han antagen att spela i Jack Teagardens band 1943. De följande åren spelade Getz i Stan Kentons orkester, hos Jimmy Dorsey och hos Benny Goodman men blev mest känd som solist i Woody Hermans orkester 1946–49.
Under 1950-talet blev Getz mycket populär genom sitt framförande av cooljazz tillsammans med Horace Silver, Oscar Peterson och en rad andra musiker. 1958 flyttade han temporärt till Danmark för att komma bort från sitt drogmissbruk, och han återvände till USA 1961.
Getz påbörjade då sitt samarbete med den brasilianske kompositören Antonio Carlos Jobim och sångarna João Gilberto och Astrud Gilberto. Deras samarbete resulterade bland annat i en av de än i dag mycket välkända jazzlåtarna The Girl from Ipanema, som också gjorde bossa nova populärt. Han kritiserades i en del ”renläriga” jazzkretsar för denna ”kommersiella anpassning”, då skivorna var framgångsrika.
Efter en ny paus på grund av drogproblem, tillbringad i Malaga i Spanien återgick Getz till ett flitigt turnerande och grammofoninspelande fram till sin död i cancer.
Exempel på svenska musiker som spelat med Stan Getz är trumpetaren och tonsättaren Lars Färnlöf och Getz egna svenska favoriter pianisterna Bengt Hallberg och Jan Johansson samt saxofonisten Lars Gullin och kontrabasisterna Gunnar Johnson och Gutten Willig.
Stan Getz var gift första gången från 1946 med sångerskan Beverly Byrne och andra gången 1956–1989 med svenskan Monica Silfverskiöld, dotter till docent Nils Silfverskiöld och psykologen grevinnan Mary von Rosen. Han har även en son i Sverige, Peter Getz, som också är musiker.